# 源光清
源 光清（みなもと の みつきよ）は、平安時代後期の貴族。文徳源氏、左少弁・源致文の次男。官位は従五位上・伊賀守。

## 経歴
源能有の子・当年の系統（当年-中正-国光-致文）の出。
伊賀守赴任時、伊勢神宮に対して不満を抱き、その報復として伊賀のお神酒田稲を全部刈り取ってしまう。しかし、のちに伊勢神宮からの強硬な提訴により、長元2年（1029年）伊豆国に配流になったとされる。